# Wojciech Kittel
Wojciech Kittel (ur. 10 sierpnia 1940 w Głownie, zm. 26 listopada 2012) – polski entomolog-plekopterolog.

## Życiorys
Studiował na Wydziale Przyrodniczym Uniwersytetu Łódzkiego, w 1969 uzyskał stopień magistra, a w 1973 przedstawił i obronił doktorat. W 1996 habilitował się, a w 1999 został profesorem nadzwyczajnym. Wojciech Kittel był plekopterologiem, prowadził badania nad systematyką, faunistyką i ekologią widelnic (Plecoptera) Polski. Związany był zawodowo z Katedrą Bezkręgowców i Hydrobiologii Uniwersytetu Łódzkiego. Członek Komitetu Badań Polarnych Polskiej Akademii Nauk, Komitetu Badań Morza PAN, zasiadał w Radzie Naukowej Zakładu Biologii Antarktyki PAN. 
Pochowany na cmentarzu w Głownie.

## Dorobek naukowy
Wojciech Kittel był autorem kilkudziesięciu publikacji dotyczących widelnic – m.in. faunistyczne opracowania regionalne, monograficzne i katalogowe. Uczestnik wypraw antarktycznych, był kierownikiem XVII Polskiej Wyprawy Antarktycznej do Stacji im. Henryka Arctowskiego, która miała miejsce w latach 1993-94.

## Odznaczenia
- Złoty Krzyż Zasługi (1989);
- Złota Odznaka Uniwersytetu Łódzkiego (1991).